# Heu-Staubeule
Die Heu-Staubeule (Paradrina clavipalpis) ist ein Schmetterling (Nachtfalter) aus der Familie der Eulenfalter (Noctuidae). Es ist eine Art die anthropogene Habitate bevorzugt und daher im Siedlungsbereich bzw. in der Kulturlandschaft relativ häufig vorkommt.

## Merkmale

### Imago
Die Falter haben eine Flügelspannweite von 21 bis 32 Millimetern. In gemäßigten Klimaten ist die Frühjahrsgeneration gewöhnlich etwas größer als die folgende(n) Generation(en). Die Grundfarbe ist beige. Sie variiert jedoch innerhalb des Verbreitungsgebietes von dunkelbeige bis hellbeige, in Nordafrika auch mit einem Stich ins Orange. Der submarginale Schatten ist gewöhnlich vorhanden, jedoch nicht immer deutlich ausgeprägt. Die Saumflecke sind dreieckig und braun gefärbt. Sie erstrecken sind über den gesamten Außenrand. Die subterminale Querlinie ist zum Innenrand hin rostbraun gefärbt und mit Pfeilflecken besetzt. Die äußere Querlinie ist meist unterbrochen und dunkel, der Mittelschatten wenig ausgeprägt. Die dunkle innere Querlinie ist dagegen bei manchen Exemplaren gut zu erkennen, die basale Querlinie ist wiederum nur angedeutet. Die Ring- und Nierenmakel sind dunkel gefüllt. Der Nierenmakel ist oft mit weißen Punkten umrandet, die teilweise miteinander verbunden sein können. Der Ringmakel ist meist deutlich schwächer ausgebildet als der Nierenmakel. Drei schwarze Flecke am Vorder- oder Costalrand sind immer deutlich ausgebildet. Häufig ist im Bereich des Wurzelfeldes ein vierter Costalfleck vorhanden. Die Vorderflügel sind relativ schmal.
Die Hinterflügel der Männchen sind hellweiß und leicht durchscheinend. Bei den Weibchen sind die Adern leicht bräunlich bestäubt, der Rand schwärzlich bestäubt.
Die Antennen der Männchen sind verhältnismäßig kurz ziliat. Die Antennen der Weibchen sind dagegen filiform.

### Ei
Das Ei ist halbkugelig und zunächst hellgelb gefärbt. Es weist außen ca. 35 Längsstreifen auf, von denen jeder dritte bis zur Mikropylzone verläuft. Die Querstreifen sind verhältnismäßig kräftig ausgebildet. Kurz vor dem Schlüpfen wird das Ei im oberen Drittel rötlich (mit weißen Flecken).

### Raupe
Die Farbe der Raupe variiert von grünlich braun bis rötlichgrau, an den Seiten ist sie dunkelgrau. Die Rückenlinie ist meist undeutlich, nur auf den ersten Segmenten etwas klarer ausgeprägt. Sie ist hell, etwas dunkler eingefasst. Die Nebenrückenlinien und die Seitenlinien sind dunkel und werden an den Segmentgrenzen unterbrochen. Der Kopf ist verhältnismäßig klein und braun gefärbt. Der Halsschild ist ebenfalls braun, die Stigmen schwarz.

### Puppe
Die Puppe ist rotbraun. Sie besitzt am Kremaster vier lange und gekrümmte Borsten.

## Lebensweise
Aufgrund der weiten Verbreitung über verschiedene Klimazonen hinweg, ist die Entwicklung sehr unterschiedlich. Im Mediterrangebiet (und wahrscheinlich auch in den subtropischen Zonen im östlichen Verbreitungsgebiets) fliegt die Art das ganze Jahr hindurch in mehreren Generationen. In Mitteleuropa werden in der Regel zwei Generationen ausgebildet, deren Flugmaxima etwa im Juni, und dann wieder im August und September kulminieren. Durch ihre starke Bindung an anthropogene Biotope werden Falter aber auch in Mitteleuropa von etwa März bis in den November angetroffen. Häufig wurden solche Falter im Haus, Ställen und Wirtschaftsgebäuden gefunden. Der Name „huisuil“ (Hauseule) im Niederländischen spielt z. B. darauf an. In klimatisch ungünstigen Regionen und im Hochgebirge wird nur eine Generation gebildet. Die Art bevorzugt trockene, aber auch warme, offene Biotope wie Böschungen, Magerrasen und Wiesensäume. Sie damit sehr an die Kulturlandschaft gebunden. Die Eier werden anscheinend gerne in Heuhaufen, Heuschobern und Ställen abgelegt, an relativ frisch vertrocknetes oder getrocknetes Pflanzenmaterial. Die Raupen der 2. Generation ziehen sich im Herbst in Kokons zurück, in denen sie sich aber erst im Frühjahr verpuppen.
Über die Nahrungspflanzen der Raupe ist wenig bekannt. Vermutlich ernährt sie sich polyphag von verschiedenen Pflanzen. Genannt werden Sternmieren (Stellaria), Löwenzahn (Taraxacum), Glockenblumen (Campanula), Wegeriche (Plantago) und Taubnesseln (Lamium). Sie bevorzugt jedoch ganz offensichtlich trockene Pflanzenreste. Sie wird deshalb häufig auf Heuböden oder Heumieten gefunden, wo frisches Heu eingelagert wurde. Das erklärt die Funde von Faltern auch außerhalb der eigentlichen Flugzeiten in Mitteleuropa. In Tunesien wurden die Raupen in Vogelnestern gefunden, in die trockene Blätter von Akazien eingeflochten waren. Aus Dänemark wurde bekannt, dass sich Raupen z. T. massenhaft in frischen Reetdächern (hauptsächlich Phragmites und Secale-Halme) entwickelten. Die Art profitiert daher in starkem Maße von den durch den Menschen angebotenen Biotopen. Dies erklärt auch ihre weite Verbreitung.
Die Falter fliegen überwiegend nachts; aber gelegentlich auch am Tag. Sie sind oft im Siedlungsbereich anzutreffen, vor allem dort, wo es noch Heuschober, Ställe und Scheunen gibt. Die Falter wurde bisher nur am Sommerflieder (Buddleja davidi) beobachtet. Sie können jedoch auch geködert werden und kommen nachts ans Licht.

## Vorkommen und Verbreitung
Die Heu-Staubeule ist in ganz Europa verbreitet. Im Norden reicht das Verbreitungsgebiet bis über den Polarkreis hinaus. Sie fehlt nur im äußersten Norden Europas. Die Art kommt auch in Nordafrika, im Nahen Osten, auf der nördlichen Arabischen Halbinsel, in Zentralasien bis Nordindien vor. Im Osten reicht das Verbreitungsgebiet bis in die westlichen Provinzen Chinas und die Mongolei. Das Vorkommen am Amur wird dagegen von Fibiger & Hacker in Zweifel gezogen. Die nordindischen Populationen werden aber als eigene Unterart (Paradrina clavipalpis harappa) betrachtet. Kleinere Vorkommen mit eigenen Unterarten gibt es auch auf Madeira, den Kanarischen Inseln und den Kapverdischen Inseln. In Mitteleuropa kommt die Art von Meereshöhe bis etwa 1000 m über Meereshöhe vor; in den Alpen steigt sie bis auf etwa 2000 m.

## Systematik
Die Gattung Paradrina wurde von Hacker (2004) und Fibiger und Hacker (2007) zur Untergattung von Caradrina abgewertet. Hier wurde die Art bereits vor der Abtrennung von Paradrina von Caradrina eingeordnet. Daher ist die Art auch unter dem Synonym Caradrina clavipalpis zu finden. Es bleibt abzuwarten, ob diese Änderung in der Systematik sich durchsetzt. Die Art wurde 1763 von Giovanni Antonio Scopoli erstmals beschrieben. Weitere Beschreibungen erfolgten unter den Namen Phalaena grisea Hufnagel, 1766 Noctua quadripunctata Fabrizius, 1775, Noctua cubicularis Denis & Schiffermüller, 1775, Noctua leucoptera Thunberg, 1791, Caradrina pulverosa Walker, [1857], Caradrina avicula Krulikovsky, 1909 und Athetis clavipalpis f. mauretanica Draudt, 1934, die somit jüngere Synonyme von Paradrina clavipalpis sind.
Es werden mehrere Unterarten unterschieden:
- Paradrina clavipalpis clavipalpis Scopoli, 1763 (Europa, Naher Osten, Nordafrika)
- Paradrina clavipalpis harappa Hacker, 2004 (Nordindien, Pakistan)
- Paradrina clavipalpis teidevolans Pinker, 1974 (Teneriffa)
- Paradrina clavipalpis pinkeri Kobes, 1975 (Madeira)
- Paradrina clavipalpis fogoensis (Traub & Bauer), 1983 (Kapverdische Inseln)

Die früher als Unterart mauretanica Draudt, 1934 abgetrennte Population in Nordafrika wurde neuerdings wieder mit der Nominatunterart vereinigt.

## Gefährdung
Die Art gilt in der Literatur zuweilen als Wanderfalter oder zumindest als wanderverdächtig. Diese Art besitzt sicher ein gutes Ausbreitungsvermögen, jedoch sind viele abgelegene Vorkommen eher auf die Bevorzugung anthropogener Biotope zurückzuführen (und auf Verschleppung). Die Art wurde früher oft als sehr häufig bezeichnet. Ihre Bestände haben jedoch durch veränderte Wirtschaftsformen abgenommen. In Baden-Württemberg ist sie daher eine Art der Vorwarnstufe.